# Подберезин, Илья Моисеевич
Илья Моисеевич Подберезин (24 декабря 1902, Новозыбков, Черниговская губерния — 1990, Рига) — советский военачальник, полковник (1942).

## Биография
Родился 24 декабря 1902 года в городе Новозыбков, ныне в Брянской области России. Караим.

### Гражданская война
С 8 по 23 февраля 1918 года состоял в Красной гвардии (партизанском отряде) в районе города Унеча, затем служил в 1-м советском Таращанском партизанском полку. Осенью полк вошёл в состав 1-й Украинской повстанческой дивизии. Разведчиком, командиром отделения и начальником команды конных разведчиков участвовал в боях против германских войск, гайдамаков и петлюровцев в районах городов Стародуб, Городня, Бахмач, Чернигов, Киев, Житомир.
С февраля 1919 года адъютант бронепоезда «3-й Интернационал», в том же месяце откомандирован на учёбу на Объединённые курсы краскомов в Киев. Курсантом участвовал в боях на Украине, дважды ранен. 26 мая 1920 года окончил обучение, направлен помощником командира сотни в 1-й кавалерийский полк 8-й кавалерийской дивизии червонного казачества. В составе 14-й армии Западного фронта воевал с поляками в районах городов Чёрный Остров, Литин, Проскуров. С июля — помощник командира эскадрона в 10-й кавалерийской дивизии 3-го конного корпуса 4-й армии. За эти бои был награждён орденом Красного Знамени. Участвовал в наступлении на Варшаву. Однако, понеся большие потери, войска Красной армии подверглись контрудару польских войск и вынуждены были отойти в Восточную Пруссию, где 23 сентября интернированы. До апреля 1921 года Подберезин находился в Зальцевегельских лагерях, затем вернулся на родину, назначен помощником командира отдельного эскадрона особого отдела 12-й армии в городе Нежин. Участвовал в боях против банды Маруси на Черниговщине. С июня командовал эскадроном в 64-м кавалерийском полку 11-й кавалерийской дивизии в городе Гомель.

### Межвоенные годы
В январе 1922 года назначен во 2-ю Тульскую стрелковую дивизию в город Климов на должность помощника командира отдельного эскадрона, в августе стал преподавателем в школе связи дивизии. С декабря командовал эскадроном в 39-м кавалерийском полку (командир Жуков Г. К.) 7-й Самарской кавалерийской дивизии в городах Минск и Рогачёв.
В мае 1924 года направлен на Дальний Восток начальником разведки 1-го Кубанского кавалерийского полка Отдельной Дальневосточной кавалерийской бригады в городе Ворошиловск. С ноября 1924 года — помощник коменданта по строевой и хозяйственной части Отдельной Тункинской кавалерийской пограничной комендатуры войск ОГПУ СибВО. С января 1927 года — командир эскадрона в 9-м Сибирском полку войск ОГПУ в Новосибирске. С января 1928 года — помощник командира отдельного дивизиона по строевой части 79-го отдельного Алданского кавалерийского дивизиона войск ОГПУ, с августа 1929 года — помощник коменданта участка по строевой части 51-го кавалерийского пограничного отряда. В составе последнего принимал участие в боях на КВЖД в районе станции Пограничная.
В мае 1930 года назначен командиром кавалерийского дивизиона 9-го Сибирского полка войск ОГПУ. С июня 1931 года — старший инспектор отдела боевой подготовки Штаба внутренних и пограничных войск ОГПУ Казахской АССР. С июня 1931 года по август 1932 года в составе особого отряда войск ОГПУ принимал участие в борьбе с бандами Ибрагим-бека. В 1931 году приступил к заочному обучению в Военной академии РККА. С сентября 1933 года командовал отдельным Прорвинским дивизионом войск ОГПУ, с марта 1934 года начальник штаба отдельного отряда ВОХР ОГПУ Казахстана в Караганде, с мая 1935 года — начальник штаба отдельного отряда ВОХР Волгостроя НКВД. С сентября 1935 года — начальник штаба внутренних войск НКВД охраны дальневосточных лагерей.
С ноября 1936 года — командир отдельного эскадрона 35-й стрелковой Краснознамённой дивизии ОКДВА. Летом 1938 года командиром разведывательного батальона принимал участие в боях у озера Хасан. С декабря 1938 года по июль 1939 года учился на кавалерийских КУКС в Новочеркасске, затем назначен начальником штаба 33-го Терского казачьего полка 10-й Терско-Ставропольской казачьей дивизии СКВО. В феврале 1941 года переведён в 12-ю кавалерийскую дивизию начальником штаба 107-го казачьего полка.

### Великая Отечественная война
С началом Великой Отечественной войны майор Подберезин назначен командиром 56-го отдельного разведывательного батальона 56-й танковой дивизии 26-го механизированного корпуса. Участвовал в Смоленском сражении: в боях под Ярцево и Смоленском. С 25 июля по 8 сентября 1941 года командовал 122-м кавалерийским полком 4-й кавалерийской дивизии Западного фронта, воевал под Трубчевском. Затем назначен преподавателем тактики Чкаловского кавалерийского училища. В ноябре переведён на должность начальника штаба 55-й отдельной курсантской бригады и убыл под Москву. В составе 1-й ударной армии Западного фронта бригада участвовала в контрнаступлении под Москвой, в Клинско-Солнечногорской наступательной операции. В мае 1942 года бригада переформирована в 260-ю стрелковую дивизию, а Подберезин назначен в ней начальником штаба. Формировал дивизию, после вывода её в резерв Ставки ВГК оставлен в 8-м гвардейском стрелковом корпусе 20-й армии в должности заместителя командира 148-й отдельной курсантской стрелковой бригады.
С августа 1942 года вступил в командование 150-й отдельной стрелковой бригадой. В составе 20-й армии бригада успешно действовала в Погорело-Городищенской наступательной операции. В ноябре участвовала в наступлении на Сычёвку, отличилась при взятии опорного пункта немцев — Хлепень. До марта 1943 года бригада находилась в обороне, после в составе 31-й армии участвовала в операции по освобождению Сычёвки.
В мае 1943 года полковник Подберезин назначен командиром 854-го стрелкового полка 277-й стрелковой дивизии 49-й армии. До 20 августа полк находился в обороне восточнее города Спас-Деменск, затем наступал до реки Проня. В начале октября Подберезин вступил в командование 36-й отдельной стрелковой бригадой, форсировал реки Сож и Десна. В ноябре назначен заместителем командира 344-й стрелковой дивизии, по личной просьбе переведён на командную должность — командиром 916-го стрелкового полка 247-й стрелковой дивизии. С декабря 1943 года командовал 1297-м стрелковым полком 160-й стрелковой дивизии. С этими полками участвовал в боях под Чаусами и на оршанском направлении. В начале января 1944 года переведён на должность командира 692-го стрелкового полка 212-й стрелковой дивизии. С дивизией полк убыл в 61-ю армию в район Сарны, Домбровицы, в марте участвовал в наступлении на Пинск. С апреля находился в обороне южнее Пинска по реке Стырь. С июля 1944 года в ходе Белорусской операции в составе дивизии принимал участие в освобождении города Пинск и наступлении в направлении Кобрин, Брест. За взятие города Кобрин полк награждён орденом Красного Знамени, ему присвоено наименование «Кобринский». В сентябре передислоцирован на 3-й Прибалтийский фронт и участвовал в Рижской наступательной операции. Полк первым прорвал оборону немцев под городом Сигулда и ворвался в Ригу. С 17 октября 61-я армия вошла в 1-й Прибалтийский фронт, в этот период полк участвовал в отражении контрудара немцев в Литве.
С 11 ноября 1944 года полковник Подберезин вступил в командование 23-й стрелковой Киевско-Житомирской дивизией. В конце декабря дивизия переброшена в район южнее Варшавы (на р. Пилица) и включена в 1-й Белорусский фронт. С января 1945 года участвовала в Висло-Одерской, Варшавско-Познанской, Восточно-Померанской наступательных операциях. Части 17 января 1945 года принимали участие в освобождении Варшавы, дивизии присвоено наименование «Варшавская», Подберезин с дивизией прошёл с боями вплоть до реки Одер. В конце февраля 1945 года по болезни убыл на лечение, в начале мая зачислен слушателем на КУВНАС в Высшую военную академию им. К. Е. Ворошилова.

### Послевоенное время
31 августа 1945 года, после окончания курсов, направлен в распоряжение Военного совета Особого военного округа (Кенигсберг). С 20 сентября временно исполнял обязанности командира 43-го гвардейского стрелкового полка 16-й гвардейской стрелковой дивизии в городе Черняховск. С января 1946 года командовал 247-м гвардейским стрелковым полком 84-й гвардейской стрелковой дивизии в городе Эйдкунен, с июля — вновь 43-м гвардейским стрелковым полком. С июля 1947 года — врид заместитель командира 29-й отдельной гвардейской стрелковой Латышской бригады в Риге. В октябре назначен командиром 154-го гвардейского стрелкового Оршанско-Полоцкого Краснознамённого полка 51-й гвардейской стрелковой Витебской ордена Ленина Краснознамённой дивизии им. К. Е. Ворошилова в городе Клайпеда. В ноябре 1948 года освобождён от должности и зачислен в распоряжение командующего войсками ПрибВО. С февраля 1949 года исполнял должность старшего офицера по тактической, затем огневой подготовке 2-го отдела Управления боевой и физической подготовки ПрибВО.
15 января 1953 года полковник Подберезин Илья Михайлович уволен в запас.
Подберезин Илья Моисеевич являлся мастером спорта СССР по пулевой стрельбе (1930-е), судьёй и тренером по пулевой стрельбе.
В 1980-е руководитель стрелкового клуба РИП (Рижского индустриального политехникума). Являлся тренером сборных РИП по пулевой стрельбе до конца 1986 года.
Скончался в Риге осенью 1990 года.

## Награды
- орден Ленина (21.02.1945)[2]
- четыре ордена Красного Знамени (1920[3], 30.03.1943[4], 03.11.1944[2], 20.06.1949[2])
- орден Кутузова III степени (21.08.1944)[5]
- орден Александра Невского (15.10.1944)[3]
- орден Отечественной войны II степени (06.04.1985)[6]
- орден Красной Звезды (23.02.1938)[3]

медали в том числе:
- - «За отвагу» (28.10.1967)[7]
  - «XX лет Рабоче-Крестьянской Красной Армии» (1938)[3]
  - «За оборону Москвы» (18.11.1944)[8]
  - «За победу над Германией в Великой Отечественной войне 1941—1945 гг.» (23.06.1945)[9]
  - «За освобождение Варшавы»
  - «Ветеран Вооружённых Сил СССР»

Почётный гражданин
- города Кобрин (1974)